# Cytaea
Cytaea là một chi nhện trong họ Salticidae.